# Passeport sénégalais
Le passeport sénégalais est un document de voyage international délivré aux ressortissants sénégalais, et qui peut aussi servir de preuve de la citoyenneté sénégalaise.

## Liste des pays sans visa ou visa à l'arrivée
Selon L'Indice de restriction sur les visas de 2016 : Le passeport sénégalais est 82e au monde car conduit à 55 pays sans visa.
Ci-dessous quelques exemples:
- Maroc
- Tunisie
- Bolivie
- Fidji
- Mali
- Mauritanie
- Égypte

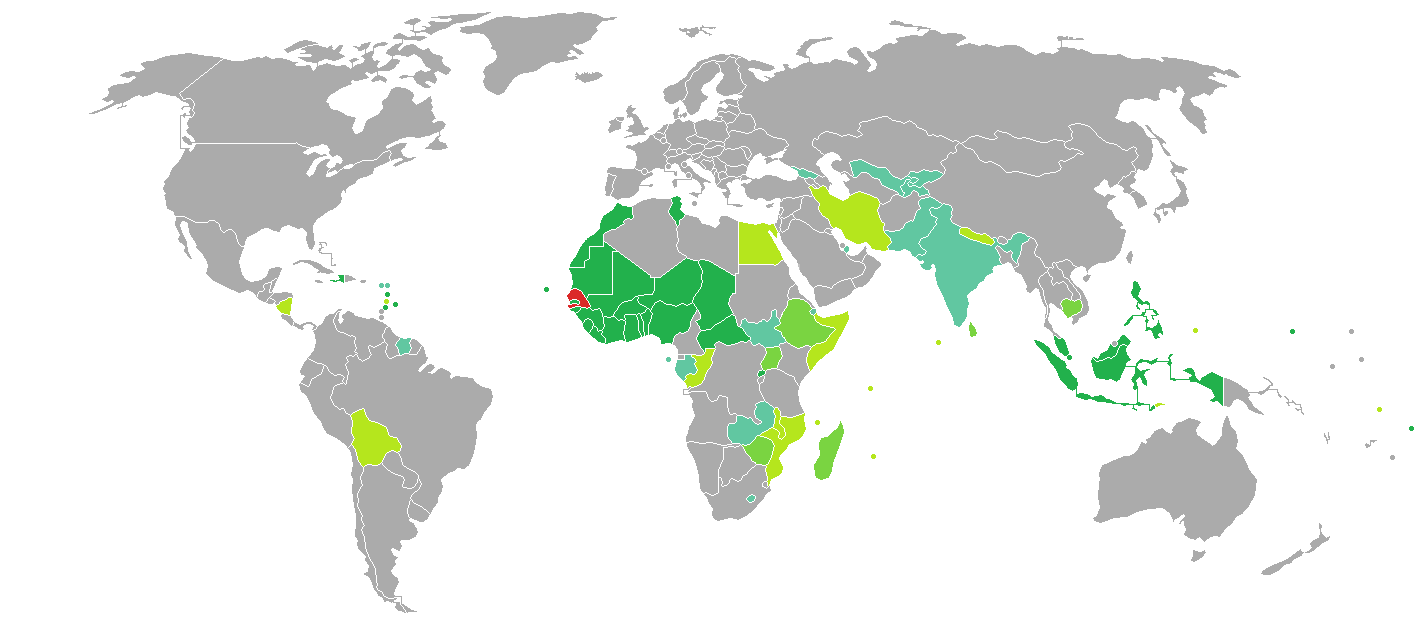
Sénégal
Visa non nécessaire
Visa à l'arrivée
Système de visa électronique
Visa électronique ou à l'arrivée
Visa requis avant l'arrivée
Interdiction de voyager